# 白坭乡
白坭乡，是中华人民共和国四川省绵阳市北川羌族自治县下辖的一个乡镇级行政单位。

## 行政区划
白坭乡下辖以下地区：
白坭社区、大坪村、桃园村、青春村、荆竹村、梓潼村、鲜艳村、大院村、金泉村、中福村、构枝村、苦竹村、丛林村和岩福村。